# Fredrik Sjöberg (musiker)
Johan Fredrik (Frans) Leopold Sjöberg, född 2 juli 1824 i Göteborg, död 7 december 1885 i Stockholm, var en svensk klarinettist.
Sjöberg var musikdirektör vid Andra livgardet, klarinettist i orkestern vid Mindre teatern i Stockholm 1848–1851, samt i Kungliga Hovkapellet 1851–1875. Han var lärare vid Kungliga Musikkonservatoriet 1867–1885. Sjöberg tilldelades Litteris et Artibus 1860, valdes in som associé nr 51 i Kungliga Musikaliska Akademien den 29 april 1853 och till ledamot 442 den 22 februari 1872.

## Biografi
Sjöberg föddes 2 juli 1824. Han var 1848 anställd vid Mindre teaterns orkester. Sjöberg anställdes 1 jan 1851 som klarinettist vid Kungliga Hovkapellet i Stockholm. Han var även musikdirektör vid Andra livgardet.